# Магія Повітря (Аватар)

Символ магії повітря

Магія повітря — одна з дисциплін магії стихій в анімаційному серіалі «Аватар: Останній захисник», що дозволяє контролювати потоками повітря та керувати ними. Застосовується  Повітряними кочівниками. Повітря - стихія свободи та легкості.
На момент подій серіалу єдиним живим магом повітря був Аватар Аанг. У продовженні, «Легенді про Корру», стихією володіє син Аанга Тензін, деякі його діти, а згодом магію опанували Бумі, Захір та інші.

## Походження
Магію повітря винайшли літаючі зубри, священні істоти в культурі Повітряних кочівників. Зубр використовує масивний, подібний бобрововому хвіст, щоб створити пориви вітру, які піднімають його без особливих видимих поштовхів. Також відомо, що Повітряні кочівники взяли свої татуювання від смуг на шубі зубра. Ці татуювання символізують майстерність людини в магії повітря, і їх наносять, коли вона повністю вивчає цю магію. На відміну від інших народів, всі Повітряні кочівники народжуються магами.
На оголошенні про розшук Аанга в епізоді "Синя маска", і в звитку Созіна в "Аватар і Господар Вогню" словосполучення "магія повітря" написано як 截 气 神功 (jié qì shén gōng), що перекладається як "божественна здатність зупиняти повітря", у той час як маг повітря пишеться як 风 胁 功 师 (fēng xié gōng shī) і перекладається як "майстер, що наказує вітру".

## Бойовий стиль
Маги повітря ніколи не шукають боротьби і ніколи не прагнуть вдарити супротивника першими. Магія повітря заснована на Ба Гуа, східному бойовому мистецтві (також відомому як "кругова ходьба" або "Триграмма восьми пальм"), і до того ж там присутнє бойове мистецтво Сінг Юі. У магії повітря використовуються швидкі рухи, в основному ухилення, які заважають противнику доторкнутися до майстра.
Ба Гуа відоме завдяки постійним круговим рухам, які заважають супротивникам напасти чи завдати удару. Так як це мистецтво дозволяє стрімко ухилятися від ударів, майстер з легкістю може блокувати супротивника, перебуваючи за його спиною. На відміну від інших дисциплін, магія повітря - майже повністю зосереджена на ухилення, і є найбільш динамічною з усіх інших елементів.
Як говорив Айро, повітря - елемент свободи.

### Способи магії повітря
Способи магії повітря включають:
Маніпуляція повітрям: маги повітря в більшості використовують кругові, ухиляючі рухи для створення поривів і потоків. Вони нагромаджують енергію і випускають її тим самим підкорюючи повітря. Потоки можуть бути швидкими і рвучкими, для атак, а можуть бути спокійнішими, для використання в повсякденному житті. Все це залежить від енергії яку нагромаджують і використовують маги. Також дії потоків варіюються від простих поривів вітру до мініатюрних торнадо. Кругові рухи зберігаються майже в будь-якому випадку. Маги можуть як створювати повітряні потоки, так і використовувати природний вітер просто перенаправляючи його рух.
Повітряний Щит: найпоширеніший серед оборонних методів, який часто використовується магами. Полягає у створенні потужних потоків. Рідко використовується, щоб зупинити атаку, частіше для того, що б її перенаправити, а це займає значно менше сил і енергії. Корисний проти практично всіх фізичних предметів, але також може бути використаний і проти іншої магії або маніпулювання іншими об'єктами.
Повітряний Бар'єр: найкорисніша оборонна техніка, полягає у створенні навколо мага обертальної сфери з повітря і відхиляє майже будь-які атаки.
Повітряні кульки \ аерболи: абсолютно марний спосіб як в бою, так і в звичайному житті, створений Аангом заради розваги. Маг змушує дві або більше маленькі кульки швидко обертатися між його долонь. Але він рідко це використовує.
Повітряний вибуховий потік: дуже потужний наступальний потік вибухової сили, що виникає за допомогою рухів з рук або ніг. Сила залежить від майстерності мага. Може досягати цілі з високою точністю і нести великі збитки. Аанг використовував цю техніку, щоб зруйнувати один зі снарядів флоту народу Вогню.
Повітряний Удар \ Пінокіо: ще більш наступальний спосіб, створюваний ударами ніг або рук. За своєю суттю, це стиснене до невеликого розміру повітря. Це дуже нагадує інші стихії, в основному вогонь, але тут йде мова про стрільбу стислими повітряними кулями. Аанг використав цей метод в епізоді "Кошмари і марення".
Повітряний Удар: ця техніка виконує як атакуючу так і оборонну дію, яка полягає в тому, що маг повітря викликає потік повітря і у формі півмісяця направляє на ворога. Техніка здатна відхилити снаряди та інші об'єкти (такі використовуються катапультами народу Вогню). В деяких випадках ці снаряди можуть бути перенаправлені назад на атакуючого. Аанг також продемонстрував стрільбу невеликими копіями цієї техніки проти Азули в епізоді "День Чорного сонця, частина 2: Затемнення".
Повітряна Воронка: подібна повітряному вихору, але в менших розмірах. Аанг винахідливо використовував цю техніку як зброю подібно пістолету, в яку запускають невеликі снаряди (камені) і стріляють по ворогах. Завдяки постійному обертанню воронки снаряди вистрілюють за правильною траєкторією і досить швидко. Вперше показано було в серії "Ув'язнені"
Всмоктування повітря: досить поширена техніка використовується, що б "підтягнути" або перемістити об'єкти, як людей так і речі, до мага повітря. Використовується Аангом досить в багатьох епізодах. Також її можуть використовувати і літаючі зубри, що було продемонстровано Аппою, коли він діставав їжу потай від циркового тренера в епізоді "Втрачені дні Аппи".
Подих вітру: дуже схожий на звичайний струмінь повітря, але складається він з рота і з допомогою легень. Він вимагає дуже високо тренованого дихання для ефективного використання, після чого можна створювати потоки розміром від маленьких до штормів, здатних зупинити майже що завгодно. Вперше було продемонстровано Аангом, Сокка тоді ще сказав: "Деколи дивуєшся, який Аанг могутній маг".
Збільшення швидкості: іноді маги повітря можуть підвищити швидкість їх рухів за рахунок зменшення опору повітря навколо них. Це дозволяє їм пересуватися швидше, ніж зазвичай, для подолання великих відстаней без використання стрибків або торнадо. Це ж дозволяє їм без проблем підійматися на вертикальні поверхні шляхом створення позаду себе потоку, що підтримує мага. Досвідчений маг може також використовувати цю техніку для швидкого пересування водою.
Збільшення спритності: без особливих зусиль маг повітря може збільшити спритність свого тіла. Завдяки цій техніці вони можуть вільно падати або сповільнити падіння, якщо на їх шляху перешкоди. Вона ж не раз використовувалася Аангом проти недоброзичливців. У результаті вони часто виявлялися поваленими навіть якщо Аватар ні разу не вдарив. На собі це відчули Джао, коли він зруйнував свої ж кораблі, і учень в школі народу Вогню в серії "Пов'язка на голову". Але навіть якщо повітряний кочівник не володіє магією він може досить легко маневрувати і ухилятися не витрачаючи багато сил і енергії, тоді як суперник рано чи пізно втомлюється. Ця техніка найближча ченцям.
Серія спрямованих атак: маг може посилати величезні широко охоплюючі хвилі повітря на кількох ворогів. При цьому використовуються рухи палиці магів повітря або кінцівок. Була використана Аангом незліченну кількість разів протягом усього серіалу.

### Просунута магія
Повітряний Вихор: стовп повітря різних розмірів, що обертається. Техніка може використовуватися, щоб заманити в пастку і дезорієнтувати супротивників або як потужний захист, так як вона здатна відхилити або навіть перенаправляти будь-які об'єкти назад до супротивника (вперше продемонстрував Аанг в поєдинку з Бумі легко перенаправивши валун розміром з автобус).
Повітряний Слід: вперше показаний Аангом в "Перехрестя долі", коли він направив в коло і негайно створив величезну інерцію. Майстер магії повітря може вистрілити стисненим повітрям. У цієї техніки, можливо, є велика шокуюча сила.
Повітряні Леза: більш наступальна техніка, що нетипово для магів повітря. Вона полягає в тому, щоб сконцентрувати звичайне повітря в повітря, яке має величезну ріжучу силу. Воно може прорубати камінь або деревину з відносною невимушеністю. Техніка часто створюється більше з використанням палиці, ніж рук або ніг мага, що пов'язано з жорсткішою і цілеспрямованішою атакою. Ця техніка може виявитися фатальною, якщо використовується проти людини.
Повітряний Струмінь: подібний водному струменю, майстер магії повітря в змозі обертати і керувати повітряними потоками достатньо, щоб піднімати фізичні об'єкти з землі і парити над нею стільки, скільки він побажає. Спочатку продемонстрована Аангом в "Стані Аватара", коли він, розгніваний і в Стані Аватара, піднявся в повітря, щоб зруйнувати солдатів генерала Фонга. Аватар Року також продемонстрував техніку, щоб піднятися і бути на рівні очей з Господарем Вогню Созіном і попередити його ("Аватар і Господар Вогню").
Мініторнадо: це - менша версія повітряного вихору, який майстри магії повітря можуть використовувати і в бою, і як засіб пересування. Оточуючи себе повітряними потоками, що швидко обертаються, майстри можуть швидко подорожувати або піднятися на майже вертикальні поверхні, як показав Аанг під час битви в лісі Вулонг, де він уникає блискавок Господаря Озая. Аанг також його використав у битві проти Вогняного вбивці у "Західному Храмі Повітря".
Повітряний двійник: У серії "Перехрестя долі" розігнавшись Аанг використовував магію повітря, створивши свого двійника, який зніс атакуючого Зуко. Прийом досить складний можливо рівня Аватара.

### Рівень Аватара
Поліпшені техніки: коли маг знаходиться в Стані Аватара, всі техніки магії повітря посилюються, стають сильнішими та потужнішими, ніж коли їх використовує звичайний маг. Ця здатність - збільшувати будь-яку техніку будь-якої магії (у тому числі і повітря), робить Аватара таким могутнім.
Торнадо \ Смерчі: тоді, як навіть сильні і досвідчені маги можуть створювати великі урагани, Аватар в Стані може за бажанням створювати набагато більші торнадо і смерчі.
Повітряна Сфера: техніка подібна повітряному щиту. Це сильний захист, що оточує мага в сфері з обертового повітря, яка відхиляє будь-що. Аанг часто використовує цю техніку коли входить в Стан Аватара під впливом сильних емоцій. Аватар Року також використовує цю техніку в епізоді "Аватар і Господар Вогню", захищаючи свою село від вулкана.
Сильний вітер: у Стані Аватара існує можливість направляти на супротивника особливо потужні пориви вітру. Цю техніку використовував Аанг в битві проти Озая. Втім, Озай, мабуть, не отримав сильних ушкоджень, так як битва тривала. Однак те ж саме попадання завдало величезної шкоди сусідньому гірському стовпу, який зруйнувався в секунди.
Незалежний політ: спочатку здібності Аанга до цієї техніки не високі, але вже в Стані Аватара ("Комета Созіна, частина 4: Аватар Аанг") він вільно використовує незалежний політ. Аватар вільно парить над землею і пересувається на високій швидкості атакуючи Господаря Вогню Озая.
Ядерний гриб: всупереч назві гриб не ядерний, але дуже схожий . Використав цей прийом Аанг. Прийом показує всю міць мага повітря. Аанг, втративши Аппу був сильно засмучений. Сокка, помітивши гриб, сказав: "Гігантський гриб. Може, він добрий?".

### Особливі техніки
Використання палиці: Всі маги повітря використовують безпосередньо магію повітря для виконання різних технік, і в багатьох їм допомагає планер, який часто виготовляють собі Повітряні кочівники. Він робиться вручну з легкої і міцної деревини і тканини, що б легко ковзати в повітрі, а також, щоб крила планера легко складалися в основі. Хоча сам по собі планер легко піднімається в повітря, маг повинен постійно управляти потоками, щоб не впасти, а це підвладно тільки магам. З частішим використанням магії можна також переміщати до двох людей, хоча це не легко. У складеному стані, коли він виглядає як посох, планер може використовуватися в бою для посилення технік або як пропелер над головою мага, що теж багато в чому допомагає.
На початку третьої Книги Аанг пошкодив свій перший планер, а потім і знищив його зовсім. Весь останній сезон маг повітря використовував планер створений механістом і його сином Тео. Відрізнявся він сучаснішим виглядом і зручною конструкцією, а також відділенням для цукерок, що було чистою імпровізацією винахідників.
Спостерігаючи за минулим Аватара Року, Аанг помітив свого старого наставника ченця Гіяцу, який використовував планер магів повітря для створення повітряного серфінгу, правда не зовсім вдалого.
Повітряний Скутер: Техніка, що використовується виключно в цілях пересування, винайдена Аватаром Аангом (за неї він і отримав свої татуювання), є сферичною "кулею" з обертового повітря, яку можна осідлати, балансуючи на вершині. Аанг використовував техніку в багатьох епізодах, зазвичай для швидкісного пересування, підняття вгору або ж для подолання вертикальних перешкод. Повітряний скутер так само здатний утримувати мага в повітрі протягом коротких періодів - близько 5-10 секунд. Цій техніці непросто навчитися, оскільки необхідно постійно балансувати, щоб не закрутитися. Коли Аанг показав її свої друзям вони незабаром придумали гру з її використанням, але в серіалі вона так і не показувалася.
Керування хмарами: В епізоді "Провидиця", показано, що досвідчені маги води і повітря можуть легко перетворювати хмари (бо ті складаються з води та повітря) для створення різних форм. Ця техніка пізніше використовувалася як захист для Аанга і його друзів, щоб замаскувати польоти на Аппі. Невідомо, чи може маг повітря керувати хмарами без мага води і навпаки. Однак можна припустити, що оскільки Хама ("Лялькар") здатна витягувати воду навіть з навколишнього повітря, то немає необхідності об'єднувати магію води і повітря, щоб керувати хмарами. Можливо, що і досвідченому Аватару підвладна ця техніка, оскільки він володіє і тією і іншою магією.
Гіперболізація або магія звуку: спеціальна форма магії повітря, використовуючи яку маги в змозі зробити звукові хвилі або керувати вже існуючими, оскільки вони, так чи інакше, проходять через повітря. Один можливий приклад показують в "Історії Ба Сінг Се", коли Аанг, намагаючись привернути тварин, використовував магію повітря, щоб відтворити звук з свистка свого бізона, посилаючи масивні звукові хвилі всюди по місту. Він також використовував техніку, щоб посилити його крик про допомогу коли вони з Зуко були спіймані в пастку Воїнів Сонця.
Магія повітря - єдине мистецтво, у якого немає ніякого певного піднавика або спеціальної форми, які, можливо, і є, але не були відображені. Хоча були припущення, що магію звуку можна вписати в цю категорію.
Левітація: У серіалі "Легенда про Корру" член та лідер ордену Червоного лотоса Захір зміг вільно пересуватися у повітрі. Знаючи про можливість мага повітря гуру Лахгіми левітувати, Захір скоро сам навчився літати. На відміну від техніки незалежного польоту, описаної вище, при техніці левітації узагалі не використовуються потоки повітря.

### Зброя
Посох - повітряне кермо: у складеному стані - це палиця висотою приблизно 2 метри. У розгорнутому стані нагадує планер. Обов'язкова ознака мага повітря. Без палиці маг не може літати самостійно. Посох розрахований на одну людину, перевантаження планера веде до зниження маневреності і падіння. Різноманітність застосування палиці залежить тільки від фантазії мага.
Сталеві віяла Кіоші: за своєю суттю - це звичайні віяла, тільки зроблені вони з міцного металу і використовуються виключно в бою і виключно Аватаром Кіоші, і є невід'ємною її зброєю, хоча ними скористався і Аанг.

#### Основні тактики використання палиці
Поле: маг повітря розбігаючись відривається від землі і летить. У польоті маг керується повітряним кермом за допомогою рук і переміщюючи центр тяжіння.
Повітряний серфінг: чернець Гіяцо використовував повітряне кермо не за призначенням. Не тримаючись руками за кермо, летів на кермі як на дошці.
Захисне обертання: досить простий прийом - маг швидко обертає посох, створюючи непроникний щит (принаймні для вогню). Проте стійкість щита прямо пропорційна швидкості обертання.
Вертоліт: це розвиненіший варіант захисного щита. Аанг використовував посох, щоб вертикально злетіти. Мабуть, застосовується магами за відсутності місця для розбігу.
Смерч: прийом, при якому маг направляє вперед свою палицю і починає обертати її по колу. Створюваний обертанням палиці смерч потужний і нагадує торнадо.
Удар: сильний швидкий удар зверху вниз. Створює потужну хвилю повітря, яка буквально зносить будь-якого супротивника.

## Послаблюючі фактори
Слабкі атакуючі прийоми: магія повітря вважається найгнучкішою дисципліною з усіх, хоча спірною стороною вважається відсутність у ній, нібито, смертельних прийомів, адже ця магія більш схильна до оборони і ухилення. Саме цей аспект є відображенням принципів які і проповідують всі кочівники Повітря - всяке життя цінне і не атакувати по мірі можливостей. Хоча були випадки, коли маги повітря вдавалися до фатального удару в ході конфлікту, хоча іноді все обмежувалося загибеллю тварин (приклад: коли Аанг вивільнив Момо вдаривши осу в епізоді "Пустеля"). Навіть Аватар Янгчен сама зізналася, що й вона порушувала вчення кочівників, хоч і для блага всіх. Тим не менше, використання магії повітря є таким же смертоносним, як і використання інших дисциплін, адже і в ній є особливо небезпечні атаки (хай їх не так багато). Ще одним прикладом служить зіткнення магів народу Вогню і ченця Гіяцу. Хоч він і був добродушним літнім ченцем, але при зустрічі з явною спробою знищити весь його рід, він не зволікав з атаками, про що свідчать останки солдатів в місці, яке стало йому гробницею.
Замкнуті простори: хоча цього не було майже показано, є припущення, що там, де відсутні повітряні потоки (замкнуті простори) магія Повітряних кочівників ослаблена. Це призводить до обмеження їх рухів та ухилень. Хоча важко визначити, чи буде ослаблений маг повітря під водою або землею, це припущення можна віднести до очевидного. Правда, з винахідливістю магів повітря, вони могли б використовувати повітря своїх легенів, що б виконувати техніки.

## Протилежна стихія
Магія повітря - найпасивніше бойове мистецтво світу Аватара. Багато технік засновані на мобільності та ухилянні від суперника, що відповідає пасивному життю і пацифістській філософії Повітряних кочівників. Пряма протилежність цьому мистецтву - магія Землі. У той час як маги повітря уникають прямих атак або відхиляють їх, маги землі приймають їх або пригнічують переважаючою силою. Маги повітря знаходяться в постійному русі, а для магів землі найважливіше - зв'язок із землею, бажано з однією точкою. Вони повинні утримувати позицію для більшої ефективності магії.
Магія повітря не сильніша і не слабша за інші мистецтва підкорення стихій, але вона найбільш динамічна і рухлива. Сутички Аанга з представниками інших стихій показують, що перемога залежить тільки від майстерності мага.